# Бідесгайм
Бідесгайм (нім. Biedesheim) — громада в Німеччині, розташована в землі Рейнланд-Пфальц. Входить до складу району Доннерсберг. Складова частина об'єднання громад Гельгайм.
Площа — 6,32 км2. Населення становить 601 ос. (станом на 31 грудня 2020).